# Fennera holthuisi
Fennera holthuisi is een garnalensoort uit de familie van de Palaemonidae. De wetenschappelijke naam van de soort is voor het eerst geldig gepubliceerd in 2011 door Marin.